# Goldstraße 6 (Quedlinburg)

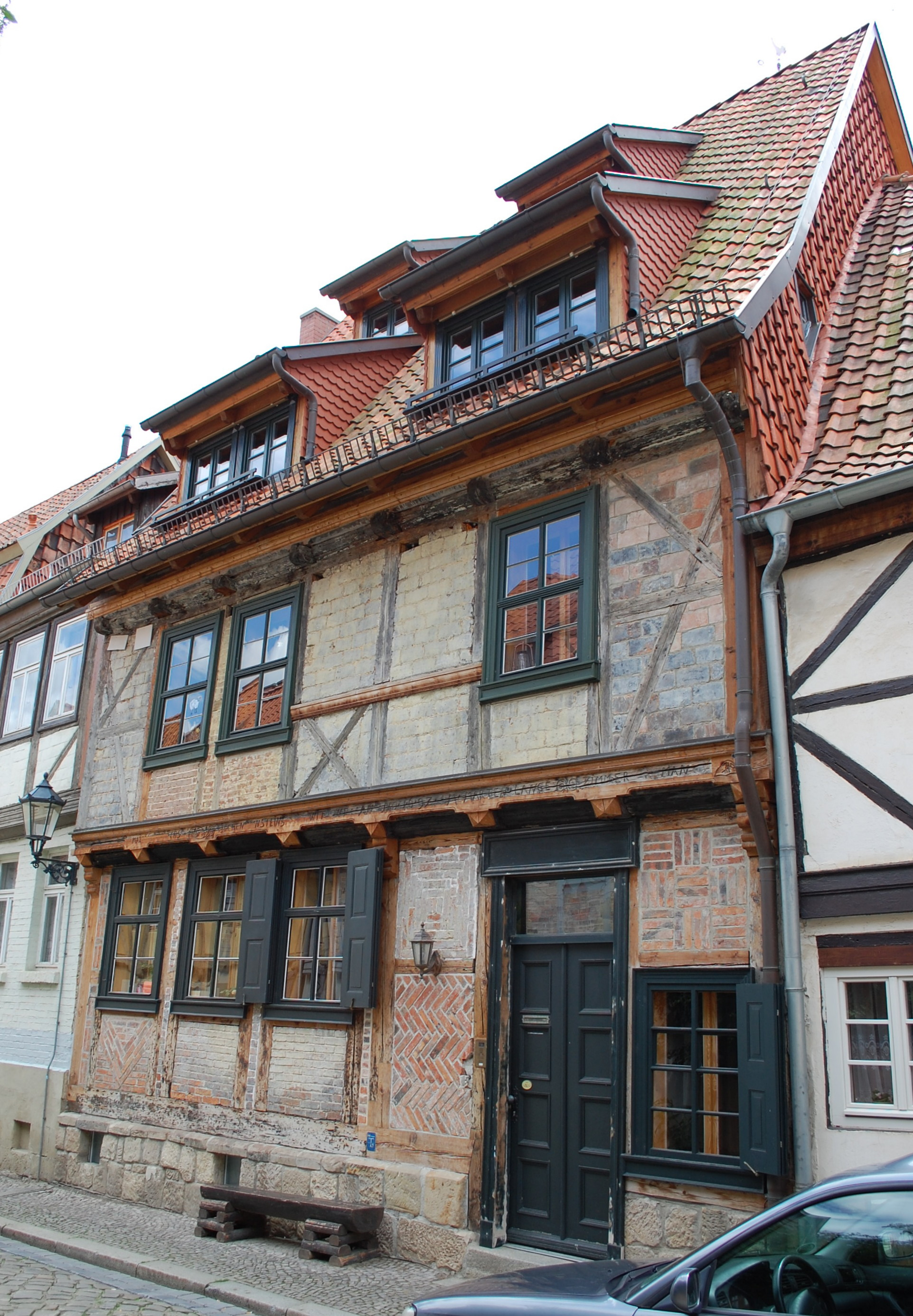
Goldstraße 6

Das Haus Goldstraße 6 ist ein denkmalgeschütztes Gebäude in Quedlinburg in Sachsen-Anhalt. Es gehört zum UNESCO-Weltkulturerbe.

## Lage
Das im Quedlinburger Denkmalverzeichnis eingetragene Haus befindet sich im nördlichen Teil der Quedlinburger Altstadt auf der Südseite der Goldstraße. An der Westseite grenzt das gleichfalls denkmalgeschützte Haus Goldstraße 7 an.

## Architektur und Geschichte
Das zweigeschossige Fachwerkhaus stammt aus dem Jahr 1697 und wurde durch den Zimmermeister Martin Lange errichtet. Auf ihn verweist die Inschrift M.MARTEN LANGE. ZIMMERMAN. Das Erdgeschoss wurde im späten 18. oder frühen 19. Jahrhundert verändert. Das obere Stockwerk wurde verputzt. Seit einer Sanierung Ende des 20. oder Anfang des 21. Jahrhunderts ist das Fachwerk des Obergeschosses wieder unverputzt. Zugleich wurde das Dachgeschoss ausgebaut.